# District de Příbram
Le district de Příbram (en tchèque : okres Příbram) est une subdivision de la région de Bohême-Centrale, en Tchéquie. Son chef-lieu est la ville de Příbram.

## Liste des communes
Le district compte 120 communes, dont 8 ont le statut de ville (město, en gras) et 2 celui de bourg (městys, en italique) :
Bezděkov pod Třemšínem •
Bohostice •
Bohutín •
Borotice •
Bratkovice • 
Březnice •
Buková u Příbramě •
Bukovany •
Čenkov •
Cetyně •
Chotilsko •
Chrást •
Chraštice •
Čím •
Daleké Dušníky •
Dlouhá Lhota •
Dobříš •
Dolní Hbity •
Drahenice •
Drahlín •
Drásov •
Drevníky •
Drhovy •
Dubenec •
Dubno •
Dublovice •
Háje •
Hluboš •
Hlubyně •
Horčápsko •
Hudčice •
Hříměždice •
Hvožďany •
Jablonná •
Jesenice •
Jince •
Kamýk nad Vltavou •
Klučenice •
Kňovice •
Korkyně •
Kosova Hora •
Kotenčice •
Koupě • 
Kozárovice • 
Krásná Hora nad Vltavou •
Křepenice •
Křešín •
Láz •
Lazsko •
Lešetice •
Lhota u Příbramě •
Malá Hraštice •
Milešov •
Milín •
Modřovice •
Mokrovraty •
Nalžovice •
Narysov •
Nečín •
Nedrahovice •
Nechvalice •
Nepomuk •
Nestrašovice •
Nová Ves pod Pleší •
Nové Dvory •
Nový Knín •
Občov •
Obecnice •
Obory •
Obořiště •
Ohrazenice •
Osečany •
Ostrov •
Ouběnice • 
Pečice •
Petrovice •
Pičín • 
Počaply •
Počepice •
Podlesí •
Prosenická Lhota •
Příbram •
Příčovy •
Radětice •
Radíč • 
Rosovice •
Rožmitál pod Třemšínem •
Rybníky •
Sádek •
Sedlčany •
Sedlec-Prčice •
Sedlice •
Smolotely •
Solenice •
Stará Huť •
Starosedlský Hrádek •
Suchodol •
Svaté Pole • 
Svatý Jan • 
Svojšice •
Štětkovice •
Těchařovice •
Tochovice •
Trhové Dušníky •
Třebsko •
Tušovice •
Velká Lečice •
Věšín •
Višňová •
Volenice •
Voznice •
Vrančice •
Vranovice •
Vševily •
Vysoká u Příbramě •
Vysoký Chlumec •
Zalužany •
Zbenice •
Zduchovice •
Županovice

## Principales communes
Population des dix principales communes du district au 1er janvier 2024 et évolution depuis le 1er janvier 2023 :
| Příbram                | 32 992 | en augmentation |
| Dobříš                 | 8 867  | en augmentation |
| Sedlčany               | 6 811  | en diminution   |
| Rožmitál pod Třemšínem | 4 317  | en diminution   |
| Březnice               | 3 538  | en diminution   |
| Sedlec-Prčice          | 2 942  | en stagnation   |
| Jince                  | 2 451  | en augmentation |
| Milín                  | 2 216  | en diminution   |
| Nový Knín              | 2 126  | en diminution   |
| Bohutín                | 2 002  | en augmentation |

## Source
- (en) Cet article est partiellement ou en totalité issu de l’article de Wikipédia en anglais intitulé « Příbram District » (voir la liste des auteurs).